# ジャン＝ピエール・ゴラン
ジャン＝ピエール・ゴラン（Jean-Pierre Gorin、1943年4月17日 - ）は、フランスおよびアメリカの映画作家、アメリカの大学教授。もっともよく知られているのはヌーヴェルヴァーグの巨星ジャン＝リュック・ゴダールとの仕事であり、それはゴダールの「ラジカル」な時代としてよく言及されている時期であった。

## 来歴・人物
フランス・パリ生まれ。医師を父に持ち、左翼的ユダヤ家庭で育つ。1960年にソルボンヌ大学に入学する。専攻は哲学。ルイ・アルチュセール、ジャック・ラカン、ミシェル・フーコーのゼミをとる。1965年 - 1968年、夕刊紙『ル・モンド』の編集者となり、そこでたくさんの記事を書き、政治的かつ美学的な討論を行い、五月革命へと突入して行く。
1967年、24歳のときに13歳年長のゴダールと出逢う。『男性・女性』（1966年）にみられるようにゴダールは若い世代に興味を持っており、新左翼でありシネフィルでもあったゴランはうってつけであった。ゴランは、『中国女』（1967年）や『たのしい知識』（1968年）で自らの経験からアドヴァイスをし、ゴダールはそれを作品に反映させた。
1968年、ゴランとゴダールはジガ・ヴェルトフ集団という共同体を設立し、『東風』（1970年）、『万事快調』（1972年）、『ジェーンへの手紙』（1972年）といった明らかに政治的な作品のシリーズをともに製作した。初期においては、「集団」の名のうえのゴダールの仕事であったが、1969年、ゴランはゴダールとともにイタリアに出向き、フランスを10年追放されたばかりの活動家ダニエル・コーン＝バンディやブラジルの映画作家グラウベル・ローシャ、マカロニウェスタンのスターであり有名なイタリア共産党員ジャン・マリア・ヴォロンテといった名だたる左翼たちと西部劇を撮った。それが『東風』であった。
1972年、『ジェーンへの手紙』の完成をもって同集団を解散、ゴランは『L'Ailleurs immédiat』というタイトルの映画を撮影したが、完成間近で主演女優がドラッグトラブルで逮捕され、プロデューサーたちがフィルムを処分してしまった。完成し、世に問われていれば、ベルナルド・ベルトルッチ監督の『ラストタンゴ・イン・パリ』（1972年）、ジャン・ユスターシュ監督の『ママと娼婦』（1973年）に比すべき作品になっただろうと言われる。
1973年にゴランはフランスを離れ、映画批評家で画家のマニー・ファーバー（Manny Farber）に促され、カリフォルニア大学サンディエゴ校で教鞭を執ることに応じた。1975年以来、同大学の視覚芸術学科に留まり続け、そこで彼は今日に至るまで、映画史と映画批評のコースで教えている。
映画製作も続けており、もっとも著名なのはエッセイ的映画「南カリフォルニア三部作」、つまり、『ポトとカベンゴ Poto and Cabengo 』（1978年）、『ルーティン・プレジャーズ Routine Pleasures 』（1986年）、『マイ・クレイジー・ライフ My Crasy Life』（1991年）、そしてビデオ作品『ピーターへの手紙 Letter to Peter』（1992年）である。三部作以前に、ハリウッドに出向き、フランシス・フォード・コッポラにフィリップ・K・ディック作品の映画化をサポートしてもらおうとしたが、うまくいかなかった。また、本人曰く、ソロ二作目『ルーティン・プレジャーズ』はハワード・ホークス監督の『コンドル』（1939年）のリメイクだという。
2001年3月16日 - 20日、ゴランは来日し、広島県三原市佐木島で映像ワークショップを行った。安藤尋を助監督に、長島有里枝を撮影監督に、ゴダールの『軽蔑』をリメイクするという作業を行い、浅田彰、磯崎新らとのセミナーが開かれた。

## フィルモグラフィー
- 東風 Le Vent d'est (Wind from the East) 1969年
- イタリアにおける闘争 Luttes en Italie (Struggles in Italy)　1969年
- 勝利まで Jusqu'à la victoire (Until Victory/Palestine Will Win)　1970年　※未完
- ウラジミールとローザ Vladimir et Rosa (Vladimir and Rosa)　1971年
- 万事快調 Tout va bien (Everything's Fine)　1972年
- ジェーンへの手紙 Letter to Jane　1972年　※以上ジガ・ヴェルトフ集団名義
- ポトとカベンゴ Poto and Cabengo 　1978年
- ルーティン・プレジャーズ Routine Pleasures 　1986年
- マイ・クレイジー・ライフ My Crasy Life　1991年
- ピーターへの手紙 Letter to Peter　1992年　主演ピーター・セラーズ
- アッシジの聖フランチェスコ St. François d'Assise　1992年　主演ピーター・セラーズ

## 註
1. 1 2 3 4  英語版WikipediaJean-Pierre Gorinの項の記述より。
2. ↑  Erik Ulman, Jean-Pierre Gorin, January 2003.
3. ↑  1987年、メルボルンでのビデオインタビューより。
4. ↑  Erik Ulman, Jean-Pierre Gorin, January 2003.、および鷺ポイエーシス Vよりの情報。

## 関連文献
- Senses of Cinema - Great Directors: Jean-Pierre Gorin - 英語
- Letter to Jean-Pierre レイモンド・ダーグナット（Raymond Durgnat） - 英語